# Universidad Técnica de Varna
La Universidad Técnica de Varna (en búlgaro: Технически университет — Варна, abreviada como TU — Varna) es una institución educativa establecida en la ciudad de Varna, Bulgaria.

## Historia
La "Universidad Técnica de Varna" fue fundado el 1962 como "Istituto Mecánica y Eléctrica en Varna". El fundador del Instituto fue el profesor Marin Oprev.

## Estructura

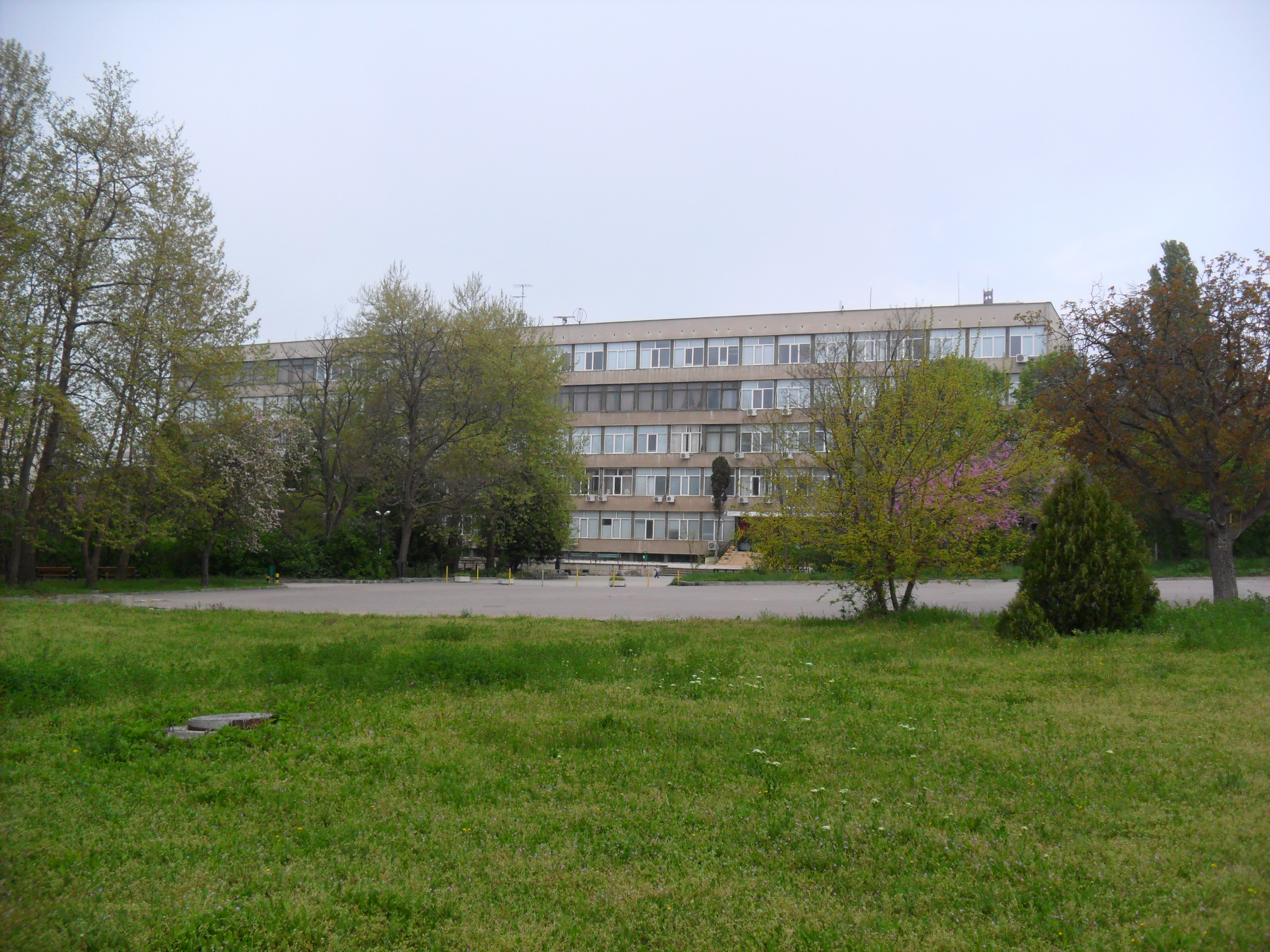
Edificio de Facultad Electrotécnica(construido 1968)

### Facultad Mecánica
Facultad Mecánica fue fundada en 1963.Ahora decano de la facultad Prof.Angel Dimitrov.

### Facultad Electrotécnica
Facultad Electrotécnica fue fundada en 1963.Ahora decano de la facultad Prof.Marinela Yordanova.

### Facultad Construcción naval

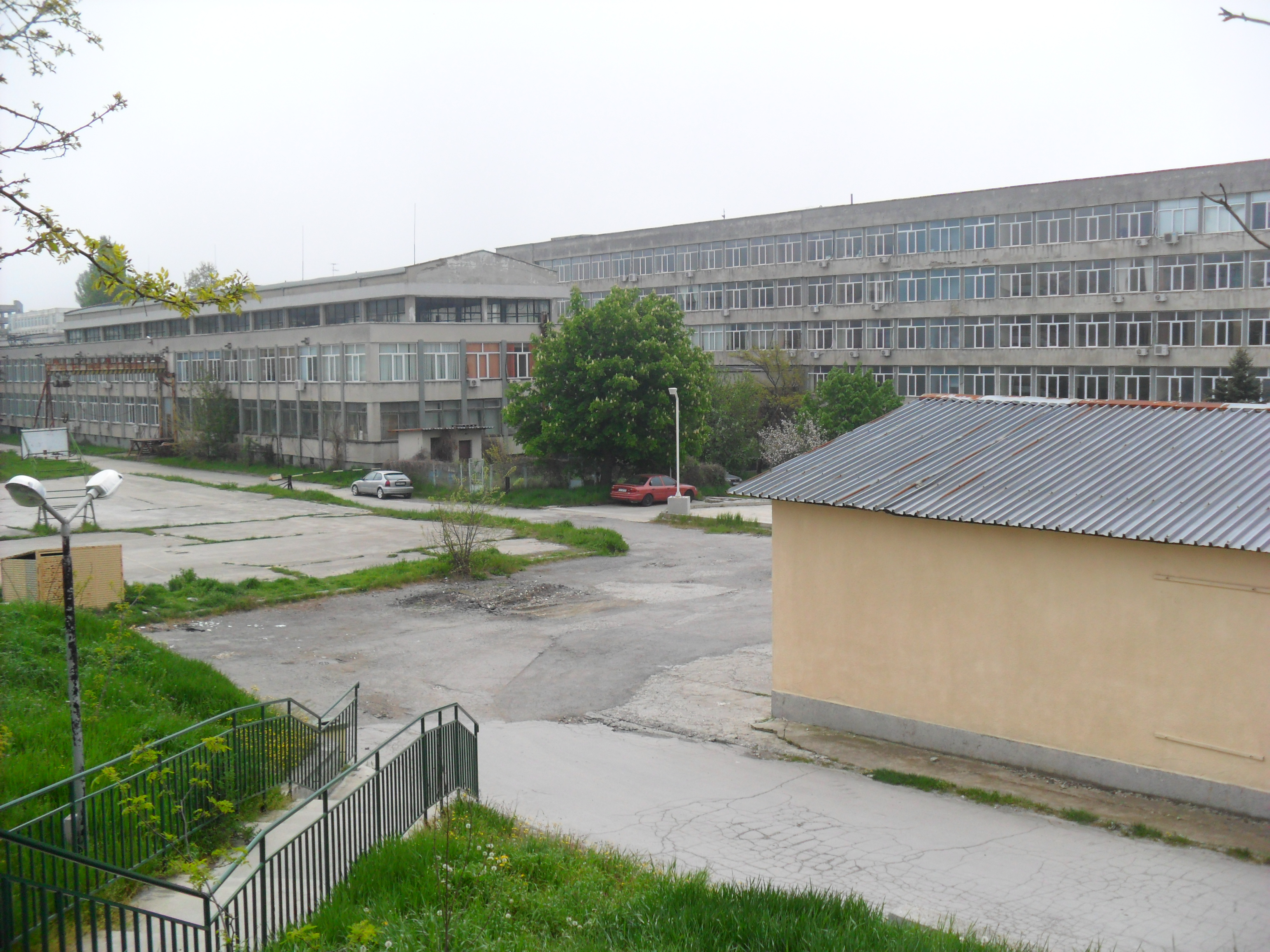
Edificio de Facultad Mecánica y Construcción naval(construido 1971)

Facultad Construcción naval fue fundada en 1963.Ahora decano de la facultad Prof.Plamen Ditchev.

### Facultad de Electrónica
Facultad de Electrónica fue fundada en 1990.Ahora decano de la facultad Prof.Rozalina Dimova.

### Facultad de la informática y la automatización
Facultad de la informática y la automatización fue fundada en 1989.Ahora decano de la facultad Prof.Petar Antonov.

### Facultad de Ciencias Marinas y Ecología
Facultad de Ciencias Marinas y Ecología fue fundada en 2012.Ahora decano de la facultad Prof.Nikolay Minchev.

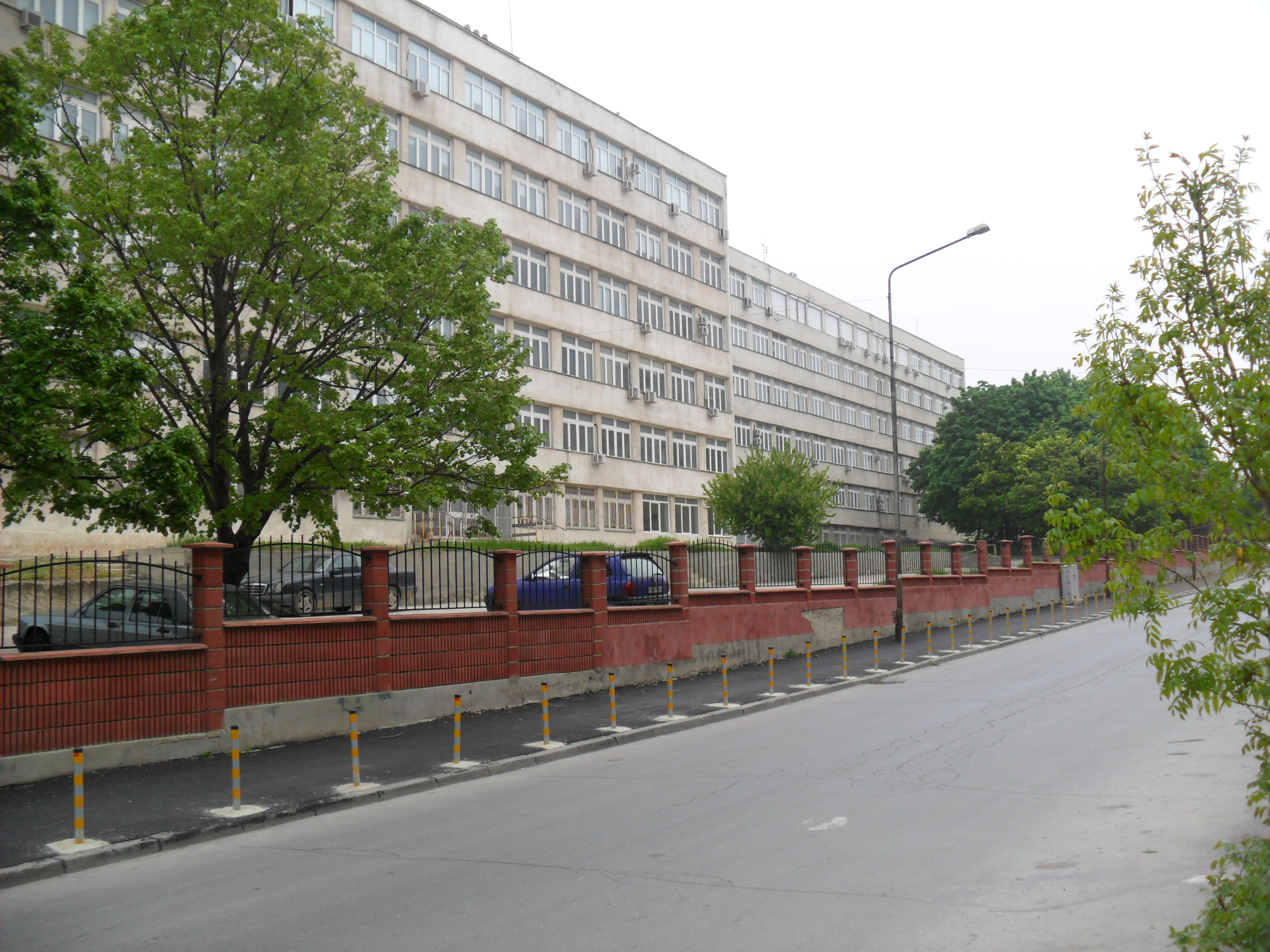
Edificio de Nuevas educación viviendas(construido 1998)

## Rectores
- Prof. Marin Oprev (1963-1967)
- Prof. Petar Penchev (1967-1973)
- Prof. Lefter Lefterov (1973-1979)
- Prof. Emil Stanchev (1979-1985)
- Prof. Doncho Donchev (1985-1986)
- Prof. Dimitar Dimitrov (1986-1991)
- Prof. Asen Nedev (1991-1999)
- Prof. Stefan Badurov (1999-2007)
- Prof. Ovid Fahri (2007-2015)
- Prof. Rosen Vasilev (2015-)

## Biblioteca
Fundado en 1963.Casas de hoy edificio de Nuevas educación viviendas desde 1999.Recursos técnicos 200 010 volúmenes diferente literatura.